# Остроухова, Клавдия Александровна
Клавдия Александровна Остроухова — советский революционный и советский деятель, историк КПСС, кандидат исторических наук.

## Биография
Родилась в 1897 году в Столбцах Минской губернии. Член КПСС с 1917 года.
Окончила Рязанскую частную гимназию Екимецкой с золотой медалью и Московские высшие женские курсы.
В 1912—1917 гг. — учительница Рязанской городской начальной школы.
Участница Октябрьской революции.
В 1917—1918 гг. — член Рязанского горкома РСДРП, секретарь Рязанского губкома ВКП.
В 1918—1920 гг. — заведующий отделом охраны детства комиссариата соцобеспечения Рязанского губисполкома, рязанский губкомиссар социального обеспечения.
В 1920—1921 гг. — сотрудник организационно-партийного отдела ЦК ВКП(б).
В 1921—1928 гг. — научный сотрудник комиссии по изучению истории партии и Октябрьской революции.
В 1928—1970 гг. — научный сотрудник ИМЛ при ЦК КПСС.
Умерла в 1987 году в Москве.

## Награды
- Орден Октябрьской Революции
- Орден Трудового Красного Знамени
- Орден Знак Почёта